# Chlorophorus petaini
Chlorophorus petaini är en skalbaggsart som beskrevs av Maurice Pic 1943. Chlorophorus petaini ingår i släktet Chlorophorus och familjen långhorningar. Inga underarter finns listade i Catalogue of Life.